# 159181 Бердичів
159181 Берди́чів (159181 Berdychiv) — астероїд головного поясу, відкритий 29 жовтня 2005 року в Андрушівській астрономічній обсерваторії. Названо на честь українського міста Бердичів, Житомирська область.
Тіссеранів параметр щодо Юпітера — 3,183.